# جام باشگاه‌های جهان ۲۰۱۳
جام باشگاه‌های جهان ۲۰۱۳ (با نام رسمی جام باشگاه‌های جهان مراکش ۲۰۱۳ ارائه شده توسط تویوتا) دهمین دوره از جام باشگاه‌های جهان بود، یک تورنمنت بین‌المللی فوتبال باشگاهی که توسط فیفا سازماندهی شده و بین برندگان شش کنفدراسیون قاره‌ای و همچنین قهرمان لیگ کشور میزبان برگزار می‌شود. مراکش میزبان مسابقات شد و مسابقات از ۱۱ تا ۲۱ دسامبر ۲۰۱۳ برگزار شد.
کورینتیانس، مدافع عنوان قهرمانی، به دلیل حذف در مرحله یک‌هشتم نهایی جام لیبرتادورس ۲۰۱۳، واجد شرایط نشد. برنده نهایی آن رقابت‌ها، اتلتیکو مینیرو، در نیمه نهایی جام باشگاه‌های جهان توسط تیم مراکشی الرجا کازابلانکا شکست خورد، که حضور در فینال آنها را به اولین باشگاهی تبدیل کرد که در هر چهار مرحله مسابقات حضور داشت. با این حال، آنها نتوانستند با کسب این عنوان تاریخ ساز شوند، زیرا بایرن مونیخ، قهرمان اروپا، در فینال ۲–۰ پیروز شد و اولین قهرمانی خود در جام باشگاه‌های جهان را بدست آورد.

## انتخاب میزبان
چهار کشور برای میزبانی مسابقات ۲۰۱۳ و ۲۰۱۴ پیشنهاد داده بودند (همان میزبان برای هر دو تورنمنت):
- ایران
- مراکش
- آفریقای جنوبی
- امارات متحدهٔ عربی (میزبان مسابقات در سال‌های ۲۰۰۹ و ۲۰۱۰ در ابوظبی)

در اکتبر ۲۰۱۱، فیفا اعلام کرد که ایران، آفریقای جنوبی و امارات متحده عربی همه پیشنهادات خود را پس گرفتند و مراکش به عنوان تنها پیشنهاد دهنده باقی ماند. کمیته اجرایی فیفا در ۱۷ دسامبر ۲۰۱۱ در جریان نشست خود در توکیو، ژاپن رسماً مراکش را به عنوان میزبان تأیید کرد.

## تیم‌های حاضر
| تیم                               | کنفدراسیون         | صلاحیت                                | حضور                                  |                    |
| ورود در نیمه نهایی                | ورود در نیمه نهایی | ورود در نیمه نهایی                    | ورود در نیمه نهایی                    | ورود در نیمه نهایی |
| --------------------------------- | ------------------ | ------------------------------------- | ------------------------------------- | ------------------ |
| اتلتیکو مینیرو                    | کونمبول            | قهرمان جام لیبرتادورس ۲۰۱۳            | اولین                                 |                    |
| بایرن مونیخ                       | یوفا               | قهرمان لیگ قهرمانان اروپا ۱۳–۲۰۱۲     | اولین                                 |                    |
| ورود در یک‌چهارم نهایی             |                    |                                       |                                       |                    |
| گوانگ‌ژو اورگراند                  | ای‌اف‌سی             | قهرمان لیگ قهرمانان آسیا ۲۰۱۳         | اولین                                 |                    |
| الاهلی                            | کاف                | قهرمان لیگ قهرمانان آفریقا ۲۰۱۳       | پنجمین (قبلی: ۲۰۰۵, ۲۰۰۶, ۲۰۰۸, ۲۰۱۲) |                    |
| مونتری                            | کونکاکاف           | قهرمان لیگ قهرمانان کونکاکاف ۱۳–۲۰۱۲  | سومین (قبلی: ۲۰۱۱, ۲۰۱۲)              |                    |
| ورود در پلی آف برای یک‌چهارم نهایی |                    |                                       |                                       |                    |
| اوکلند سیتی                       | اواف‌سی             | قهرمان لیگ قهرمانان اقیانوسیه ۱۳–۲۰۱۲ | پنجمین (قبلی: ۲۰۰۶, ۲۰۰۹, ۲۰۱۱, ۲۰۱۲) |                    |
| الرجا کازابلانکا                  | کاف (میزبان)       | قهرمان دسته اول مراکش ۱۳–۲۰۱۲         | دومین (قبلی: ۲۰۰۰)                    |                    |

## ورزشگاه‌ها
ورزشگاه‌های میزبان مسابقات در شهرهای اگادیر و مراکش بودند.
| مراکش                                                       | مراکشاگادیر · | اگادیر                                                      |
| ----------------------------------------------------------- | ------------- | ----------------------------------------------------------- |
| ورزشگاه مراکش                                               | مراکشاگادیر · | ورزشگاه ادرار                                               |
| ۳۱°۴۲′۲۴″ شمالی ۷°۵۸′۵۰″ غربی / ۳۱٫۷۰۶۶۷°شمالی ۷٫۹۸۰۵۶°غربی | مراکشاگادیر · | ۳۰°۲۵′۳۸″ شمالی ۹°۳۲′۲۶″ غربی / ۳۰٫۴۲۷۲۲°شمالی ۹٫۵۴۰۵۶°غربی |
| گنجایش: ۴۵,۲۴۰                                              | مراکشاگادیر · | گنجایش: ۴۵,۴۸۰                                              |
|                                                             | مراکشاگادیر · |                                                             |

## سازماندهی

### نشان
نشان رسمی مسابقات در ۲ سپتامبر ۲۰۱۳ در کازابلانکا رونمایی شد.

### تهیه بلیط
پیش فروش بلیط‌ها از ۱۴ تا ۲۷ اکتبر ۲۰۱۳ در دسترس بود، در حالی که مرحله فروش آزاد در ۲۸ اکتبر ۲۰۱۳ آغاز شد.

### تور جام
تور جام باشگاه‌های جهان از اکتبر تا دسامبر ۲۰۱۳ برگزار شد، از یوکوهاما، محل فینال جام باشگاه‌های جهان ۲۰۱۲، قبل از بازدید از شهرهای هر تیم شرکت‌کننده، شروع و قبل از شروع مسابقات در کازابلانکا به پایان رسید. مسابقات.

## داوری

### داوران
فهرست داوران مسابقات:
| کنفدراسیون | داوران                | کمک داوران                                    |
| ---------- | --------------------- | --------------------------------------------- |
| ای‌اف‌سی     | علی البدواوی (مصدوم)  | صالح المرزوقی (انصراف) محمد المهیری (انصراف)  |
| ای‌اف‌سی     | علیرضا فغانی          | حسن کامرانی‌فر رضا سخندان                      |
| کاف        | باکاری گاساما         | آنگسوم اوگباماریام فلیسین کاباندا (مصدوم)     |
| کاف        | سیدی الیوم (ذخیره)    | اواریست منکوانده(ذخیره) پیتر ادیبی (ذخیره)    |
| کونکاکاف   | مارک گایگر            | شان هرد جو فلچر                               |
| کونمبول    | ساندرو ریسی           | امرسون ده کاروالیو مارسلو فن گاسه             |
| یوفا       | کارلوس ولاسکو کاربایو | روبرتو آلونسو فرناندز خوان کارلوس یوسته خیمنز |

### فناوری خط دروازه
برای دومین سال متوالی، از فناوری خط دروازه برای مسابقات استفاده شد. گل‌کنترل جمب‌اچ به عنوان ارائه‌دهنده رسمی فناوری خط دروازه انتخاب شد.

### اسپری محوشونده
پس از آزمایش‌های موفقیت‌آمیز در جام جهانی فوتبال زیر ۲۰ سال ۲۰۱۳ و جام جهانی فوتبال زیر ۱۷ سال ۲۰۱۳، فیفا تأیید کرد که اسپری محوشونده توسط داوران مسابقات برای علامت‌گذاری خط ده قدم برای تیم مدافع در حین یک ضربه آزاد استفاده شود.

## بازیکنان
هر باشگاه یک تیم ۲۳ نفره (سه نفر از آنها باید دروازه‌بان می‌بودند) را تا مهلت مقرر فیفا در ۲۹ نوامبر ۲۰۱۳ معرفی کرد. تعویض بازیکن مصدوم تا ۲۴ ساعت قبل از اولین بازی تیم مجاز بود.
در مجموع ۳۱ ملیت در ترکیب هفت تیم حضور داشتند.

## مسابقات
قرعه کشی در ۹ اکتبر ۲۰۱۳ در ساعت ۱۹:۰۰ وست (یوتی‌سی ۱:۰۰+) در هتل لا مامونیا در مراکش برگزار شد تا موقعیت‌های موجود در پرانتز را برای سه نماینده‌ای که وارد مرحله یک‌چهارم نهایی شدند (ای‌اف‌سی/کاف/کونکاکاف) تعیین کند.
اگر یک مسابقه بعد از زمان عادی بازی مساوی می‌شد:
- برای مسابقات حذفی وقت اضافه انجام می‌شد. اگر بعد از وقت اضافه باز هم مساوی بود، ضربات پنالتی برای تعیین برنده انجام می‌شد.
- برای مسابقه مقام سوم و پنجم وقت اضافه انجام نمی‌شد و برای تعیین برنده، ضربات پنالتی انجام می‌شد.

|  | پلی آف             | پلی آف            |                    |                  | یک‌چهارم نهایی           | یک‌چهارم نهایی      |         |         | نیمه نهایی | نیمه نهایی |  |  | فینال             | فینال             |
|  | ۱۱ دسامبر – اگادیر |                   |                    |                  |                         |                    |         |         |            |            |  |  |                   |                   |
|  | الرجا کازابلانکا   | ۲                 |                    |                  | ۱۴ دسامبر – اگادیر      | ۱۴ دسامبر – اگادیر |         |         |            |            |  |  |                   |                   |
|  | الرجا کازابلانکا   | ۲                 |                    |                  | ۱۴ دسامبر – اگادیر      | ۱۴ دسامبر – اگادیر |         |         |            |            |  |  |                   |                   |
|  | اوکلند سیتی        | ۱                 |                    |                  | الرجا کازابلانکا (و.ا.) | ۲                  |         |         |            |            |  |  |                   |                   |
|  | اوکلند سیتی        | ۱                 | ۱۸ دسامبر – مراکش  |                  | الرجا کازابلانکا (و.ا.) | ۲                  |         |         |            |            |  |  |                   |                   |
|  |                    |                   |                    |                  | مونتری                  | ۱                  |         |         |            |            |  |  |                   |                   |
|  | الرجا کازابلانکا   | ۳                 |                    |                  | مونتری                  | ۱                  |         |         |            |            |  |  |                   |                   |
|  | الرجا کازابلانکا   | ۳                 |                    |                  |                         |                    |         |         |            |            |  |  |                   |                   |
|  |                    |                   | اتلتیکو مینیرو     | ۱                |                         |                    |         |         |            |            |  |  |                   |                   |
|  |                    |                   | اتلتیکو مینیرو     | ۱                |                         |                    |         |         |            |            |  |  |                   |                   |
|  |                    |                   | ۲۱ دسامبر – مراکش  |                  |                         |                    |         |         |            |            |  |  |                   |                   |
|  |                    |                   |                    |                  |                         |                    |         |         |            |            |  |  |                   |                   |
|  | الرجا کازابلانکا   | ۰                 |                    |                  |                         |                    |         |         |            |            |  |  |                   |                   |
|  | الرجا کازابلانکا   | ۰                 | ۱۴ دسامبر – اگادیر |                  |                         |                    |         |         |            |            |  |  |                   |                   |
|  |                    | بایرن مونیخ       | ۲                  |                  |                         |                    |         |         |            |            |  |  |                   |                   |
|  |                    |                   | ۲                  | گوانگ‌ژو اورگراند | ۲                       |                    |         |         |            |            |  |  |                   |                   |
|  | ۱۷ دسامبر – اگادیر |                   |                    | گوانگ‌ژو اورگراند | ۲                       |                    |         |         |            |            |  |  |                   |                   |
|  |                    | الاهلی            | ۰                  |                  |                         |                    |         |         |            |            |  |  |                   |                   |
|  | گوانگ‌ژو اورگراند   | الاهلی            | ۰                  | ۰                |                         |                    |         |         |            |            |  |  |                   |                   |
|  | گوانگ‌ژو اورگراند   | مقام پنجم         | مقام پنجم          | ۰                |                         |                    | رده‌بندی | رده‌بندی |            |            |  |  |                   |                   |
|  |                    | مقام پنجم         | مقام پنجم          |                  | بایرن مونیخ             | ۳                  | رده‌بندی | رده‌بندی |            |            |  |  |                   |                   |
|  | مونتری             | ۵                 | اتلتیکو مینیرو     | ۳                | بایرن مونیخ             | ۳                  |         |         |            |            |  |  |                   |                   |
|  | مونتری             | ۵                 | اتلتیکو مینیرو     | ۳                |                         |                    |         |         |            |            |  |  |                   |                   |
|  | الاهلی             | ۱                 | گوانگ‌ژو اورگراند   | ۲                |                         |                    |         |         |            |            |  |  |                   |                   |
|  | الاهلی             | ۱                 | گوانگ‌ژو اورگراند   | ۲                |                         |                    |         |         |            |            |  |  |                   |                   |
|  | ۱۸ دسامبر – مراکش  | ۱۸ دسامبر – مراکش |                    |                  |                         |                    |         |         |            |            |  |  | ۲۱ دسامبر – مراکش | ۲۱ دسامبر – مراکش |

تمامی زمان‌ها زمان اروپای غربی (یوتی‌سی ۰۰:۰۰±) هستند.

### پلی آف برای یک‌چهارم نهایی
| الرجا کازابلانکا        | ۲–۱   | اوکلند سیتی |
| ----------------------- | ----- | ----------- |
| یاجور ۳۹' · حفیظی ۹۰+۲' | گزارش | کریشنا ۶۳'  |

### یک‌چهارم نهایی
| گوانگ‌ژو اورگراند       | ۲–۰   | الاهلی |
| ---------------------- | ----- | ------ |
| الکسون ۴۹' · کونکا ۶۷' | گزارش |        |

| الرجا کازابلانکا       | ۲–۱ (و.ا.) | مونتری      |
| ---------------------- | ---------- | ----------- |
| الشطیبی ۲۴' · گیهی ۹۵' | گزارش      | باسانتا ۵۳' |

### نیمه نهایی
| گوانگ‌ژو اورگراند | ۰–۳   | بایرن مونیخ                          |
| ---------------- | ----- | ------------------------------------ |
|                  | گزارش | ریبری ۴۰' · مانجوکیچ ۴۴' · گوتسه ۴۷' |

| الرجا کازابلانکا                              | ۳–۱   | اتلتیکو مینیرو |
| --------------------------------------------- | ----- | -------------- |
| یاجور ۵۱' · متولی ۸۴' (پنالتی) · مابیدی ۹۰+۴' | گزارش | رونالدینیو ۶۳' |

### مسابقه مقام پنجم
| مونتری                                                       | ۵–۱   | الاهلی  |
| ------------------------------------------------------------ | ----- | ------- |
| کاردوزو ۳' · دلگادو ۲۲'، ۶۵' · لوپز ۲۷' · سوازو ۴۵' (پنالتی) | گزارش | متعب ۸' |

### رده بندی
| گوانگ‌ژو اورگراند               | ۲–۳   | اتلتیکو مینیرو                                 |
| ------------------------------ | ----- | ---------------------------------------------- |
| موریکی ۹' · کونکا ۱۵' (پنالتی) | گزارش | دیگو تاردلی ۲' · رونالدینیو ۴۵+۱' · لوان ۹۰+۱' |

### فینال
| الرجا کازابلانکا | ۰–۲   | بایرن مونیخ          |
| ---------------- | ----- | -------------------- |
|                  | گزارش | دانته ۷' · تیاگو ۲۲' |

## قهرمان
| قهرمان جام باشگاه‌های جهان ۲۰۱۳ |
| ------------------------------ |
| بایرن مونیخ                    |
| اولین قهرمانی                  |

## گلزنان
| رتبه | بازیکن           | باشگاه           | تعداد گل |
| ---- | ---------------- | ---------------- | -------- |
| ۱    | رونالدینیو       | اتلتیکو مینیرو   | ۲        |
| ۱    | داریو کونکا      | گوانگ‌ژو اورگراند | ۲        |
| ۱    | سزار دلگادو      | مونتری           | ۲        |
| ۱    | محسن یاجور       | الرجا کازابلانکا | ۲        |
| ۵    | عماد متعب        | الاهلی           | ۱        |
| ۵    | دیگو تاردلی      | اتلتیکو مینیرو   | ۱        |
| ۵    | لوان             | اتلتیکو مینیرو   | ۱        |
| ۵    | روی کریشنا       | اوکلند سیتی      | ۱        |
| ۵    | دانته            | بایرن مونیخ      | ۱        |
| ۵    | ماریو گوتسه      | بایرن مونیخ      | ۱        |
| ۵    | ماریو مانجوکیچ   | بایرن مونیخ      | ۱        |
| ۵    | فرانک ریبری      | بایرن مونیخ      | ۱        |
| ۵    | تیاگو            | بایرن مونیخ      | ۱        |
| ۵    | الکسون           | گوانگ‌ژو اورگراند | ۱        |
| ۵    | موریکی           | گوانگ‌ژو اورگراند | ۱        |
| ۵    | لئوباردو لوپز    | مونتری           | ۱        |
| ۵    | نری کاردوزو      | مونتری           | ۱        |
| ۵    | لئوباردو لوپز    | مونتری           | ۱        |
| ۵    | هومبرتو سوازو    | مونتری           | ۱        |
| ۵    | شمس‌الدین الشطیبی | الرجا کازابلانکا | ۱        |
| ۵    | کوکو گیهی        | الرجا کازابلانکا | ۱        |
| ۵    | عبدالاله حفیظی   | الرجا کازابلانکا | ۱        |
| ۵    | ویانی مابیدی     | الرجا کازابلانکا | ۱        |
| ۵    | محسن متولی       | الرجا کازابلانکا | ۱        |

## جوایز
| توپ طلای آدیداس جایزه تویوتا | توپ نقره آدیداس         | توپ برنز آدیداس               |
| ---------------------------- | ----------------------- | ----------------------------- |
| فرانک ریبری (بایرن مونیخ)    | فیلیپ لام (بایرن مونیخ) | محسن یاجور (الرجا کازابلانکا) |
| جایزه بازی جوانمردانه        |                         |                               |
| بایرن مونیخ                  |                         |                               |

فیفا همچنین جایزه بهترین بازیکن بازی را در این مسابقات معرفی کرد.
| مسابقه | بهترین بازیکن بازی | باشگاه           | حریف             |
| ------ | ------------------ | ---------------- | ---------------- |
| ۱      | محسن متولی         | الرجا کازابلانکا | اوکلند سیتی      |
| ۲      | داریو کونکا        | گوانگ‌ژو اورگراند | الاهلی           |
| ۳      | خالد العسکری       | الرجا کازابلانکا | مونتری           |
| ۴      | فیلیپ لام          | بایرن مونیخ      | گوانگ‌ژو اورگراند |
| ۵      | سزار دلگادو        | مونتری           | الاهلی           |
| ۶      | محسن متولی         | الرجا کازابلانکا | اتلتیکو مینیرو   |
| ۷      | دیگو تاردلی        | اتلتیکو مینیرو   | گوانگ‌ژو اورگراند |
| ۸      | فرانک ریبری        | بایرن مونیخ      | الرجا کازابلانکا |